# Zittauer Gebirge
Zittauer Gebirge (tjekkisk: Žitavské hory) er et bjergområde (Mittelgebirge) længst mod sydøst i delstaten Sachsen i Tyskland, nær punktet hvor Tyskland, Polen og Tjekkiet mødes. Zittauer Gebirge har fået sit navn efter den saksiske by Zittau, som ligger ved foden af højdedraget. Geologisk og geografisk er Zittauer Gebirge en del af bjergkæden Lucické hory (Lausitzer Bergland).
Bjerggrunden består for det meste af sandsten iblandet vulkanske bjergarter (fonolitt). De største højder er Lausche på 793 m og Hochwald på 749 m. På vulkansk undergrund vokser artsrige løvskove, mens sandstensområderne domineres af gran og fyr.
Som alle skovområder i Sudeterne, er skoven i Zittauer Gebirge skadet af udslip fra de nærliggende varmekraftværker (Boxberg, Hagenwerder, Hirschfelde og Turów) og nedfald fra industriområder inde i Tjekkiet.

## Turisme
De mest kendte turiststeder i Zittauer Gebirge er Waltersdorf, Jonsdorf, Oybin og Lückendorf. Traditionelt har Zittauer Gebirge været et yndet område for vintersport, med anlæg for flere discipliner. Mange snefattige vintre i 1990'erne har imidlertid ødelagt meget af områdets omdømme. Opførelsen af ishallen i Jonsdorf i begyndelsen af 1990'erne var et forsøg på at skaffe alternative vintersportstilbud.
Næst efter Sachsiske Schweiz er Zittauer Gebirge det vigtigste klatreområde i Sachsen; de mest kendte toppe er Kelchstein, Jonsdorfer Mönch, Ernst-Schulze-Stein, Waldtorwächter og Zwillinge
Smalsporbanen fra Zittau til Oybin og Jonsdorf er en af de største turistattraktioner i området. Banen blev bygget for turistformål i 1890, og bliver stadig trafikeret med damplokomotiver.